# Duke Ellington Song Book One
Duke Ellington Song Book One — студийный альбом американской певицы Сары Воан, выпущенный в 1980 году на лейбле Pablo Records. Для альбома Воан записала песни авторства музыканта Дюка Эллингтона. Воан здесь аккомпанируют трубач Уэймон Рид, тромбонист Джей Джей Джонсон, а также теноры Фрэнк Фостер, Фрэнк Уэсс и Зут Симс. Билл Байерс участвовал в аранжировках более крупных выступлений группы. Акцент сделан на балладах, среди которых «I’m Just a Lucky So and So», «I Didn’t Know About You», «All Too Soon» и «Lush Life». В том же году вышла вторая часть.

## Отзывы критиков
| Оценки критиков               | Оценки критиков |
| Источник                      | Оценка          |
| ----------------------------- | --------------- |
| AllMusic                      | [ 1 ]           |
| Encyclopedia of Popular Music | [ 2 ]           |

Скотт Яноу из AllMusic отметил, что голос Воан на протяжении всего выступления находится в типично чудесной форме.

## Список композиций
1. «In a Sentimental Mood» (Дюк Эллингтон, Мэнни Курц, Ирвинг Миллс) — 4:22
2. «I’m Just a Lucky So-and-So» (Мак Дэвид, Дюк Эллингтон) — 4:29
3. «(In My) Solitude» (Эдди Деланж, Дюк Эллингтон, Ирвинг Миллс) — 4:25
4. «I Let a Song Go Out of My Heart» (Дюк Эллингтон, Ирвинг Миллс, Генри Немо, Джон Редмонд) — 3:34
5. «I Didn’t Know About You» (Дюк Эллингтон, Боб Расселл) — 4:10
6. «All Too Soon» (Дюк Эллингтон, Карл Сигман) — 3:48
7. «Lush Life» (Билли Стрейхорн) — 4:30
8. «In a Mellow Tone» (Дюк Эллингтон, Милт Гейблер) — 3:20
9. «Sophisticated Lady» (Дюк Эллингтон, Ирвинг Миллс, Митчелл Пэриш) — 4:05
10. «Day Dream» (Дюк Эллингтон, Джон Ла Туш, Билли Стрейхорн) — 5:04

## Участники записи
- Аранжировка, дирижёр — Билли Байерс
- Бас-гитара — Энди Симпкинс
- Ударные — Грейди Тейт
- Звукоинженер — Боб Симпсон, Вэл Валентин
- Флейта, тенор-саксофон — Фрэнк Уэсс
- Гитара — Баки Пиццарелли, Джо Пасс
- Фортепиано — Джимми Роулз, Майк Уоффорд
- Продюсер — Норман Гранц
- Тенор-саксофон — Фрэнк Фостер, Зут Симс
- Тромбон — Джей Джей Джонсон
- Труба, Флюгельгорн — Уэймон Рид